# 斯莫林 (利維夫州)
50°9′18″N 23°27′45″E / 50.15500°N 23.46250°E
斯莫林（羅馬化：Smolyn）是烏克蘭的村落，位於該國西部利沃夫州，由亞沃里夫區負責管轄，處於斯莫林卡河畔，始建於1300年，面積2.43平方公里，海拔高度324米，2001年人口776。